# Cheraw (Carolina del Sud)
Cheraw (da molti chiamata "The Prettiest Town in Dixie", ovvero "la città più carina di Dixie") è una città che sorge sulle sponde del fiume Pee Dee, nella contea di Chesterfield, nella Carolina del Sud (Stati Uniti). Conta una popolazione di 5 524 abitanti ed è centro di un agglomerato urbano con un totale di 9 069 abitanti.